# История евреев Доминиканской Республики
Первые евреи, появившиеся на территории Доминиканской Республики, принадлежали к числу испанских сефардов. Известно, что на кораблях Колумба, открывшего остров Эспаньола в 1492 году, было по меньшей мере пятеро евреев . До XIX века подробные сведения о жизни евреев отсутствуют.
В 1821 году на Эспаньолу переселилась группа сефардов с Нидерландских Антильских островов, прежде всего с Кюрасао; они не смогли образовать устойчивой общины и вскоре растворились в местном населении. К числу потомков еврейских переселенцев принадлежал президент Франсиско Энрикес-и-Карвахаль . В 1882 году бывший президент Доминиканской Республики и друг семьи Ротшильдов генерал Грегорио Луперон предложил создать в стране сельскохозяйственные поселения евреев, но проект так и не был реализован. В начале XX века в Доминиканскую Республику стали прибывать евреи из Восточной Европы и Германии.
В 1938 году начинается качественно новый этап в истории доминиканской еврейской общины. Диктатор Рафаэль Трухильо вызвался принять до 100 тысяч еврейских беженцев из нацистской Германии. Позиция государства была выражена на Эвианской конференции; Доминиканская Республика оказалась одной из немногих стран мира, открыто поддержавшей беженцев. Условия военного времени, однако, воспрепятствовали прибытию в страну значительного числа иммигрантов; за годы в страну переселилось около тысячи евреев, большая их часть осела в Санто-Доминго и Сосуа. Правительство выделило им субсидии и землю для занятия сельским хозяйством; еврейские поселенцы создали преуспевающие фермы и плантации. После войны большая часть евреев эмигрировала в другие страны. Нынешнее еврейское население государства насчитывает около 200 человек, сосредоточенных главным образом в столице.